# Monaster Vitovnica
Monaster Vitovnica, Манастир Витовница – serbski klasztor prawosławny w jurysdykcji eparchii braniczewskiej Serbskiego Kościoła Prawosławnego, położony 10 kilometrów na wschód od Petrovaca na Mlavi. Główna cerkiew monasterska nosi wezwanie Zaśnięcia Matki Bożej.

## Historia

### Założenie
Monaster został zbudowany w 1291 r. przez serbskiego króla Stefana Milutina, po zwycięstwie nad bułgarskimi bojarami Dyrmanem i Kudelinem, którzy wyparli Węgrów z ziemi braniczewskiej i utworzyli własne księstwo braniczewskie. Węgrzy próbowali je zlikwidować w 1285 r., lecz ponieśli porażkę. Po nich próbował tego dokonać także Stefan Dragutin – z podobnym skutkiem, był więc zmuszony poprosić o pomoc swojego brata Milutina. Ich zjednoczone siły złamały opór Drmana i Kudelina i zajęły całe terytorium Braniczewa, znajdującego się od tamtej pory w państwie serbskim. Monaster Vitovnica został wzniesiony jako wotum dziękczynne za to zwycięstwo.

#### Monaster w XVI wieku
Monaster dość często jest wspominany od wieku XVI, zarówno w źródłach serbskich, jak i tureckich. Według tureckiego spisu ludności z 1537 r. mieszkało w nim trzech mnichów, a monaster płacił wysoki podatek, co oznaczało, że w tamtych czasach najprawdopodobniej był dobrze sytuowany finansowo. Według tureckiego spisu ludności z 1578 r. w monasterze mieszkało sześciu mnichów. Z I poł. wieku XVI pochodzi Ewangelia Vitovnicka – rękopiśmienny Ewangeliarz umieszczony w 1557 r. w pozłacanej srebrnej oprawie. Ewangelię pisano czarnym atramentem, a ważniejsze części wyróżniono roztopionym złotem. Ornamentyka i inicjały zostały wykonane w złotym, niebieskim, czerwonym i zielonym kolorze, a zdania były oddzielane złotymi kropeczkami
Ewangelia Vitovnicka znajduje się dziś w Muzeum Serbskiej Cerkwi Prawosławnej w Belgradzie pod numerem inwentarzowym 355.

### Monaster w XVII wieku
Losy monasteru w wieku XVII można prześledzić na podstawie informacji zawartych w tam napisanych książkach. Niektóre spłonęły w zbombardowanej przez Niemców w kwietniu 1941 r. belgradzkiej Bibliotece Narodowej. Jedna z nich, napisana przed 1620 r. znajduje się obecnie w Bibliotece Kijowskiej. Na niej widnieje tekst: „Książkę tę Monasterowi Vitovnica podarował hieromnich Nikifor”. Z tego okresu zachował się także tzw. Kielich Vitovnicki z 1652 r., obecnie przechowywany w Muzeum Serbskiej Cerkwi Prawosławnej w Belgradzie. Wszystkie postacie i aureole na nim są pozłacane.

### Monaster w XIX wieku – okres odnowy i rozkwitu
Po wyzwoleniu z niewoli tureckiej nastąpił szczytowy okres rozkwitu Monasteru. W 1851 r. wykonano freski i ikonostas, wybudowano trzy budynki gościnne i dzwonnicę. Inicjatorem i kierownikiem odnowy monasteru, ukończonej do r. 1856, był ihumen Stefan (Bojović). Monaster był w tak dobrej sytuacji finansowej, że mógł ponieść koszty wybudowania w 1861 r. szkoły podstawowej we wsi Vitovnica.

### Zniszczenie i odnowa monasteru w XX w.
Rozkwit Vitovnicy powstrzymały wydarzenia I poł. XX w. W okresie 1915–1918 Petrovac i terytorium Mlavy znajdowały się w bułgarskiej strefie okupacyjnej. Bułgarzy w 1915 r. wysłali do obozu igumena vitovnickiego Izajasza (Bogdanovicia); duchowny został tam zamordowany. Żołnierze bułgarscy obrabowali monaster i zabrali cenne archiwum, utensylia oraz zwierzęta, a także przechowywane w monasterze relikwie nieustalonego mnicha z Synaju.
W 1943 r. monaster, który nie został jeszcze odnowiony po tych zniszczeniach, został spalony przez niemieckie władze okupacyjne, pod pretekstem dokonania w pobliżu klasztoru ataku na niemiecki patrol. Wszystkie budynki gościnne i gospodarcze uległy zniszczeniu, przetrwała jedynie cerkiew. Mnisi ratowali się ucieczką do pobliskich lasów, jednak Niemcy pojmali hierodiakona Habakuka (Momčilovicia) i skierowali go do obozu w dzielnicy Banjica w Belgradzie, gdzie poniósł śmierć.
Mnisi Mardariusz, Chryzostom i Sawa zostali zamordowani przez miejscowych komunistów w 1945 r. Ponownie zrabowano wówczas majątek monasterski. Do pustego i spalonego monasteru decyzją władz cerkiewnych wysłano w 1946 r. hieromnicha Chryzostoma (Pajicia), jako nowego igumena. W bardzo trudnych warunkach rozpoczął on odbudowę monasteru. W 1962 r. ihumenem klasztoru został mnich Tadeusz (Štrbulović), kierujący od 1955 r. nieodległym monasterem Gornjak. Odbudowę monasteru kontynuowali ihumeni Teodor (Arsić) i Łazarz (Ranković), dzięki czemu monaster został częściowo odbudowany pomimo wielkich strat poniesiony w pierwszej połowie XX wieku.